# Miss Polonia 2022
Miss Polonia 2022 – 43. edycja konkursu piękności Miss Polonia. Gala finałowa odbyła się 27 maja 2022 we Włocławku.
Miss Polonia 2022 została Krystyna Sokołowska z Białegostoku.

## Rezultaty
| Tytuł             | Laureatka                                                                           |
| ----------------- | ----------------------------------------------------------------------------------- |
| Miss Polonia 2022 | Krystyna Sokołowska                                                                 |
| I Wicemiss        | Karolina Malina                                                                     |
| II Wicemiss       | Julia Baryga                                                                        |
| Top 5             | Klaudia Andrzejewska Sylwia Bober                                                   |
| Top 10            | Agnieszka Brewka Sandra Staszewska Klaudia Ligenza Daniela Szewczyk Klaudia Mendyka |

### Nagrody specjalne
| Tytuł             | Laureatka         |
| ----------------- | ----------------- |
| Miss Publiczności | Sandra Staszewska |

## Finalistki
| Nr | Kandydatka           | Wiek | Wzrost | Województwo        | Miejscowość |
| -- | -------------------- | ---- | ------ | ------------------ | ----------- |
| 1  | Agnieszka Brewka     | 19   | 180 cm | Wielkopolskie      | Złotów      |
| 2  | Sandra Staszewska    | 24   | 174 cm | Wielkopolskie      | Chodzież    |
| 3  | Klaudia Andrzejewska | 22   | 179 cm | Kujawsko-pomorskie | Włocławek   |
| 4  | Angelika Kopcińska   | 20   | 166 cm | Małopolskie        | Kraków      |
| 5  | Julia Baryga         | 23   | 173 cm | Łódzkie            | Łódź        |
| 6  | Natalia Kiszko       | 23   | 176 cm | Łódzkie            | Łódź        |
| 7  | Weronika Rosiak      | 23   | 179 cm | Łódzkie            | Łódź        |
| 8  | Aleksandra Lenart    | 24   | 177 cm | Dolnośląskie       | Wrocław     |
| 9  | Wiktoria Ignaczak    | 22   | 181 cm | Dolnośląskie       | Prochowice  |
| 10 | Katarzyna Stolarczyk | 21   | 177 cm | Lubelskie          | Łuków       |
| 11 | Sylwia Bober         | 22   | 171 cm | Lubelskie          | Biłgoraj    |
| 12 | Maria Wójcik         | 21   | 180 cm | Mazowieckie        | Warszawa    |
| 13 | Krystyna Sokołowska  | 26   | 180 cm | Podlaskie          | Białystok   |
| 14 | Klaudia Ligenza      | 25   | 175 cm | Pomorskie          | Gdańsk      |
| 15 | Magdalena Drapella   | 24   | 174 cm | Pomorskie          | Gdańsk      |
| 16 | Daniela Szewczyk     | 21   | 173 cm | Śląskie            | Żory        |
| 17 | Paulina Basek        | 21   | 168 cm | Śląskie            | Katowice    |
| 18 | Klaudia Mendyka      | 21   | 176 cm | Podkarpackie       | Jarosław    |
| 19 | Sandra Guzek         | 19   | 175 cm | Podkarpackie       | Rzeszów     |
| 20 | Karolina Malina      | 20   | 179 cm | Zachodniopomorskie | Kołobrzeg   |